# Salmo 46
El salmo 46  es, según la numeración hebrea, el cuadragésimo sexto salmo del Libro de los salmos de la Biblia. Corresponde al salmo 45 según la numeración de la Biblia Septuaginta griega, empleada también en la Vulgata latina. Por este motivo, recogiendo la doble numeración, a este salmo también se le refiere como el salmo 46 (45).
Es comúnmente conocido por su primer versículo en la versión de la Biblia del Rey Jacobo, "Dios es nuestro refugio y fortaleza, una ayuda muy presente en los problemas". En latín se conoce como "Deus noster refugium et virtus". La tradición judía atribuye la autoría de este salmo a los coreítas, ya que la inscripción sobre el salmo trae la referencia respectiva.
El salmo es una parte habitual de las liturgias judía, católica, anglicana y protestante. Según Charles Spurgeon, el Salmo 46 se llama un "cántico de santa confianza"; también se conoce como "Salmo de Lutero", ya que Martín Lutero escribió su himno popular "Ein feste Burg ist unser Gott" ("Fuerte es nuestro Dios") como una paráfrasis del Salmo 46.  El himno de Lutero fue citado en muchas obras musicales, tanto religiosa como secular, incluida la cantata a Mighty Fortress Is Our God, BWV 80, de Johann Sebastian Bach. Varios artistas recitaron el salmo, como Johann Pachelbel, que lo hizo en alemán, y Marc-Antoine Charpentier y Jean Philippe Rameau, que lo recitaron en latín.

## Contexto y temas
Según Matthew Henry, este salmo pudo haber sido compuesto después de que David derrotó a los enemigos del antiguo Israel de las tierras circundantes. Dado que Charles Spurgeon señala que la descripción en el versículo 1 en la versión de la Biblia hebrea, pedir que se toque el salmo "en alamot " puede denotar un instrumento musical agudo o las voces de soprano de las niñas que salieron a bailar en celebración de La victoria de David sobre los filisteos.  El Midrash Tehilim, sin embargo, analiza la palabra alamot (en hebreo: עלמות ) como refiriéndose a las "cosas ocultas" que Dios hace por su pueblo. El salmo alaba a Dios por ser una fuente de poder y salvación en tiempos de angustia y tribulación.  La referencia a "mañana" en el versículo 5 alude a Abraham, que se levantó al amanecer para orar a Dios.  Según el teólogo británico WOE Oesterley, este salmo tiene un sesgo escatológico apocalíptico, que representa "la destrucción de la tierra al final del orden mundial actual" y la creencia en el triunfo de Dios y la adoración de todas las naciones en reconocimiento. de su gloria.

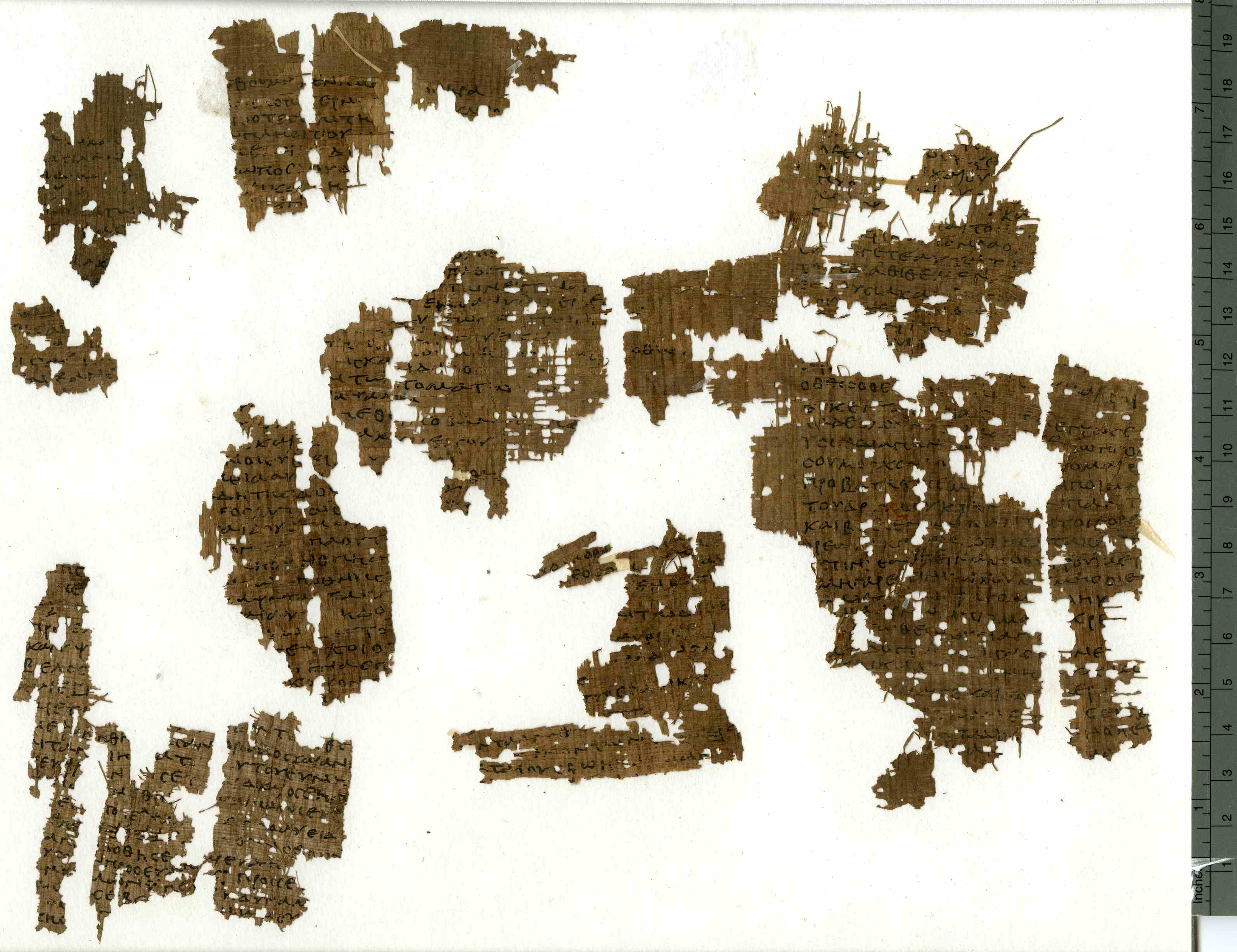
Papyrus Oxyrhynchus 5101, la copia más antigua del Salmo 46.

Hay una diferencia de opinión entre los eruditos cristianos en cuanto a a qué "río" se refiere el salmo en el versículo 4 de la Biblia del rey Jacobo, cuyas corrientes alegran la ciudad de Dios. Entre las posibilidades consideradas se encuentran el río Jordán y dos ríos en Jerusalén. Sin embargo, el río Jordán está a una distancia de 20 millas (32 km) al noreste de Jerusalén (asumiendo que la "ciudad de Dios" es una referencia a Jerusalén), y por esta razón, algunos han encontrado esta posibilidad poco probable.  Uno de los supuestos ríos de Jerusalén, según los eruditos, sería durante el reinado milenario de Cristo., que correrá debajo del Templo en Jerusalén hacia el este hasta el Mar Muerto , como se describe en el capítulo cuarenta y siete del Libro de Ezequiel.  El otro sería después del reino milenario de Cristo, que desemboca en la Nueva Jerusalén, como se describe en el capítulo veintidós del Nuevo Testamento en el libro de Apocalipsis. Se ha propuesto que este salmo está profetizando un tiempo en el que, según las Escrituras cristianas, Jesucristo regresará.para gobernar el mundo desde Jerusalén durante 1000 años.

## Usos

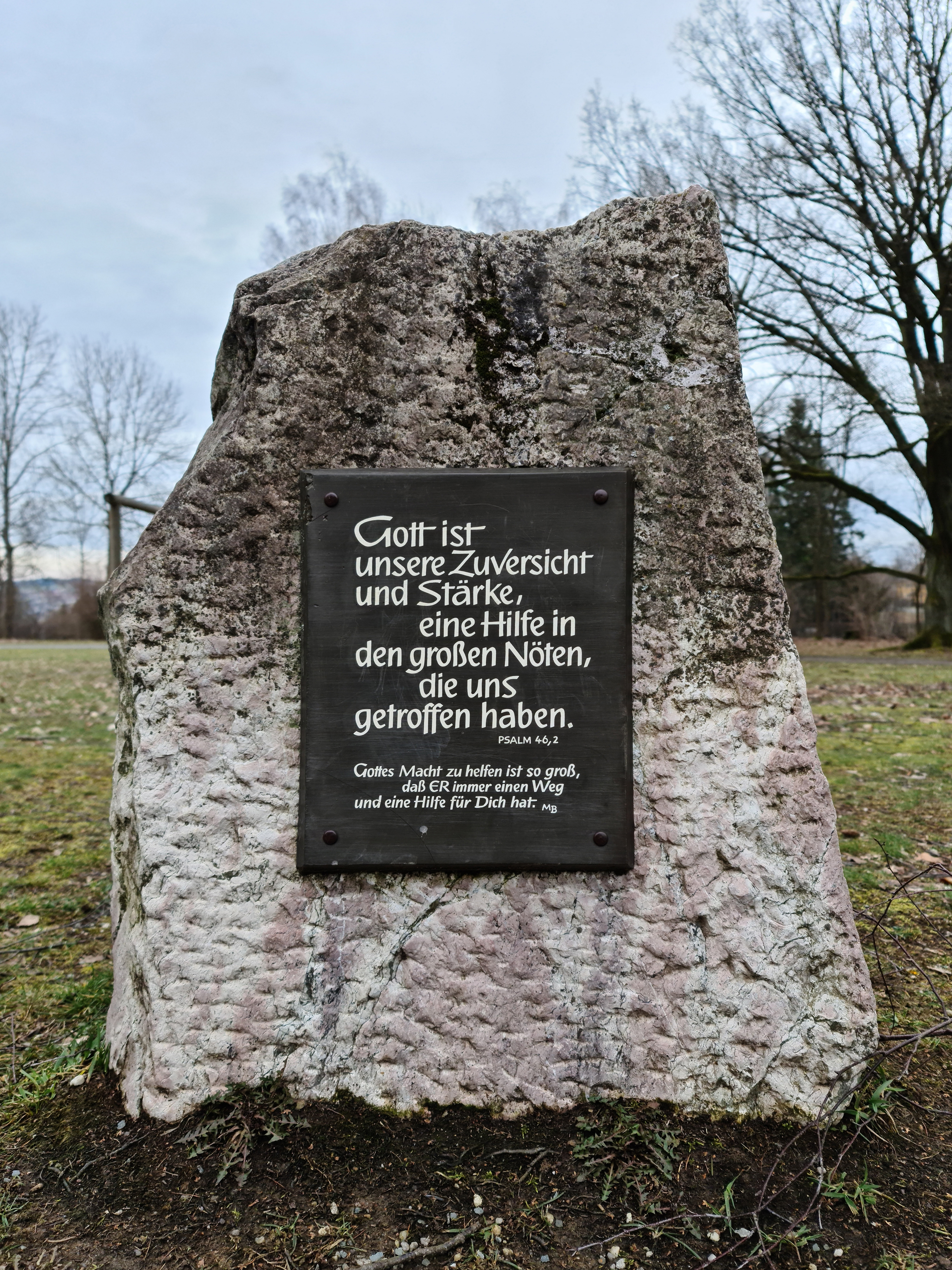
El versículo 2 transcrito en una lápida en idioma alemán.

### Judaísmo
Algunas partes del salmo se utilizan o se mencionan en varias oraciones judías. El versículo 2 en hebreo es parte de Selijot. versículo 8 se dice en el servicio matutino diario durante la recitación de la ofrenda de incienso, en el Pesukei Dezimra y en el Uva Letzion; se dice en Uva Letzion en el servicio de la mañana en Sabbat, en el servicio de la tarde en Yom Tov y también en el servicio de la tarde en Motza'ei en Sabbat. versículo 12 es parte de la ceremonia de Havdalah. Los yemeníes judíos lo incluyen como parte de Yehi kevod.
En Siddur Avodas Israel, el Salmo 46 es el salmo del día de Shabat Va'era .  El salmo se recita como una oración por el fin de todas las guerras.

### Cristianismo
Este salmo se recitaba o cantaba tradicionalmente en el servicio de maitines el martes después de que San Benito de Nursia estableciera su reinado de San Benito alrededor del año 530, principalmente en el orden numérico de los salmos. Hoy, el Salmo 46 se canta o recita en las Vísperas el viernes de la primera semana. Las dos principales denominaciones luteranas de Brasil, la Iglesia Evangélica Luterana de Brasil (IELB) y la Iglesia evangélica de confesión luterana en Brasil (IECLB), a través de la Comisión Interamericana de Literatura (CIL), tienen un libro de mensajes diarios titulado "Fort Castle" en referencia a la canción "Ein feste Burg ist unser Gott" ("Fort Castle es nuestro Dios") de Martin Lutero.
El expresidente estadounidense Barack Obama, un cristiano franco, referencia al salmo en varios discursos, entre los que destaca el discurso de memoria de Tucson y su discurso durante el décimo aniversario de los Atentados del 11 de septiembre de 2001 en la ciudad de Nueva York. Este acto fue visto como un intento de tratado de paz con los islamistas, ya que el Salmo 46 también está presente en el Corán y la Torá.

## Texto
La siguiente tabla muestra el texto en hebreo del salmo con vocales, junto con el texto en griego koiné de la Septuaginta  y la traducción al español de la Biblia del Rey Jacobo. Tenga en cuenta que el significado puede diferir ligeramente entre estas versiones, ya que la Septuaginta y el texto masorético provienen de tradiciones textuales diferentes.  En la Septuaginta, este salmo está numerado como Salmo 45.
| #      | Hebreo                                                       | Español | Griego |
| ------ | ------------------------------------------------------------ | --- | --- |
| [ 25 ] | לַמְנַצֵּ֥חַ לִבְנֵי־קֹ֑רַח עַֽל־עֲלָמ֥וֹת שִֽׁיר׃                                 | (Al músico principal, para los hijos de Coré. Cántico sobre Alamoth.)                                                                 | Εἰς τὸ τέλος· ὑπὲρ τῶν υἱῶν Κορέ, ὑπὲρ τῶν κρυφίων ψαλμός. -                                                      |
| 1      | אֱלֹהִ֣ים לָ֭נוּ מַחֲסֶ֣ה וָעֹ֑ז עֶזְרָ֥ה בְ֝צָר֗וֹת נִמְצָ֥א מְאֹֽד׃                      | Dios es nuestro refugio y nuestra fuerza, un auxilio muy presente en la angustia.                                                     | Ο ΘΕΟΣ ἡμῶν καταφυγὴ καὶ δύναμις, βοηθὸς ἐν θλίψεσι ταῖς εὑρούσαις ἡμᾶς σφόδρα.                                   |
| 2      | עַל־כֵּ֣ן לֹֽא־נִ֭ירָא בְּהָמִ֣יר אָ֑רֶץ וּבְמ֥וֹט הָ֝רִ֗ים בְּלֵ֣ב יַמִּֽים׃                 | Por lo tanto, no temeremos, aunque la tierra sea removida y los montes sean llevados al medio del mar;                                | διὰ τοῦτο οὐ φοβηθησόμεθα ἐν τῷ ταράσσεσθαι τὴν γῆν καὶ μετατίθεσθαι ὄρη ἐν καρδίαις θαλασσῶν.                    |
| 3      | יֶהֱמ֣וּ יֶחְמְר֣וּ מֵימָ֑יו יִ֥רְעֲשֽׁוּ הָרִ֖ים בְּגַאֲוָת֣וֹ סֶֽלָה׃                      | Aunque sus aguas rugen y se agitan, aunque los montes se estremecen con su oleaje. Selah.                                             | ἤχησαν καὶ ἐταράχθησαν τὰ ὕδατα αὐτῶν, ἐταράχθησαν τὰ ὄρη ἐν τῇ κραταιότητι αὐτοῦ. (διάψαλμα).                    |
| 4      | נָהָ֗ר פְּלָגָ֗יו יְשַׂמְּח֥וּ עִיר־אֱלֹהִ֑ים קְ֝דֹ֗שׁ מִשְׁכְּנֵ֥י עֶלְיֽוֹן׃                   | Hay un río cuyas corrientes alegran la ciudad de Dios, el lugar santo donde habita el Altísimo.                                       | τοῦ ποταμοῦ τὰ ὁρμήματα εὐφραίνουσι τὴν πόλιν τοῦ Θεοῦ· ἡγίασε τὸ σκήνωμα αὐτοῦ ὁ ῞Υψιστος.                       |
| 5      | אֱלֹהִ֣ים בְּ֭קִרְבָּהּ בַּל־תִּמּ֑וֹט יַעְזְרֶ֥הָ אֱ֝לֹהִ֗ים לִפְנ֥וֹת בֹּֽקֶר׃                   | Dios está en medio de ella; no será movida; Dios la ayudará, y eso muy pronto.                                                        | ὁ Θεὸς ἐν μέσῳ αὐτῆς καὶ οὐ σαλευθήσεται· βοηθήσει αὐτῇ ὁ Θεὸς τὸ πρὸς πρωΐ πρωΐ.                                 |
| 6      | הָמ֣וּ ג֭וֹיִם מָ֣טוּ מַמְלָכ֑וֹת נָתַ֥ן בְּ֝קוֹל֗וֹ תָּמ֥וּג אָֽרֶץ׃                      | Los paganos se enfurecieron, los reinos se conmovieron; él dio su voz, y la tierra se derritió.                                       | ἐταράχθησαν ἔθνη, ἔκλιναν βασιλεῖαι· ἔδωκε φωνὴν αὐτοῦ, ἐσαλεύθη ἡ γῆ.                                            |
| 7      | יְהֹוָ֣ה צְבָא֣וֹת עִמָּ֑נוּ מִשְׂגָּֽב־לָ֨נוּ אֱלֹהֵ֖י יַֽעֲקֹ֣ב סֶֽלָה׃                      | El SEÑOR de los ejércitos está con nosotros; el Dios de Jacob es nuestro refugio. Selah.                                              | Κύριος τῶν δυνάμεων μεθ᾿ ἡμῶν, ἀντιλήπτωρ ἡμῶν ὁ Θεὸς ᾿Ιακώβ. (διάψαλμα).                                         |
| 8      | לְֽכוּ־חֲ֭זוּ מִפְעֲל֣וֹת יְהֹוָ֑ה אֲשֶׁר־שָׂ֖ם שַׁמּ֣וֹת בָּאָֽרֶץ׃                        | Venid, ved las obras del SEÑOR, qué desolaciones ha hecho en la tierra.                                                               | δεῦτε καὶ ἴδετε τὰ ἔργα τοῦ Θεοῦ, ἃ ἔθετο τέρατα ἐπὶ τῆς γῆς.                                                     |
| 9      | מַשְׁבִּ֥ית מִלְחָמוֹת֮ עַד־קְצֵ֢ה הָ֫אָ֥רֶץ קֶ֣שֶׁת יְ֭שַׁבֵּר וְקִצֵּ֣ץ חֲנִ֑ית עֲ֝גָל֗וֹת י ִשְׂרֹ֥ף בָּאֵֽשׁ׃ | Él hace cesar las guerras hasta los confines de la tierra; quiebra el arco y corta en pedazos la lanza; quema en el fuego los carros. | ἀνταναιρῶν πολέμους μέχρι τῶν περάτων τῆς γῆς τόξον συντρίψει καὶ συνθλάσει ὅπλον καὶ θυρεοὺς κατακαύσει ἐν πυρί. |
| 10     | הַרְפּ֣וּ וּ֭דְעוּ כִּֽי־אָנֹכִ֣י אֱלֹהִ֑ים אָר֥וּם בַּ֝גּוֹיִ֗ם אָר֥וּם בָּאָֽרֶץ׃                | Quedad quietos y sabed que yo soy Dios: seré exaltado entre las naciones, seré exaltado en la tierra.                                 | σχολάσατε καὶ γνῶτε ὅτι ἐγώ εἰμι ὁ Θεός· ὑψωθήσομαι ἐν τοῖς ἔθνεσιν, ὑψωθήσομαι ἐν τῇ γῇ.                         |
| 11     | יְהֹוָ֣ה צְבָא֣וֹת עִמָּ֑נוּ מִשְׂגָּֽב־לָ֨נוּ אֱלֹהֵ֖י יַעֲקֹ֣ב סֶֽלָה׃                      | El SEÑOR de los ejércitos está con nosotros; el Dios de Jacob es nuestro refugio. Selah.                                              | Κύριος τῶν δυνάμεων μεθ᾿ ἡμῶν, ἀντιλήπτωρ ἡμῶν ὁ Θεὸς ᾿Ιακώβ.                                                     |

## Comentarios

### De la iglesia católica

#### A todo el salmo
El Salmo 46 inaugura una serie de composiciones centradas en Sión, destacando no tanto el poder del rey humano como la presencia de Dios en Jerusalén. La ciudad santa no se glorifica por el trono real o su magnificencia arquitectónica, sino por ser la morada del Altísimo, fuente de salvación y alegría. Esta presencia divina transforma a Jerusalén en símbolo de estabilidad frente al caos cósmico y político. La estructura literaria del salmo se organiza en torno a un estribillo que subraya la constante cercanía de Dios: “El Señor de los ejércitos está con nosotros”. Esta fórmula aparece explícitamente en los versículos 8 y 12, y se sugiere también tras el versículo 4, marcando así tres momentos clave: confianza ante catástrofes naturales (vv. 2-4), firmeza de Sión frente a las amenazas de las naciones (vv. 5-7), y la revelación del poder pacificador de Dios (vv. 9-11). En la lectura cristiana, esta seguridad se plenifica en Jesucristo, Emmanuel, cuya presencia garantiza la continuidad de esa promesa: Dios está verdaderamente con su pueblo.

#### A los versículos 1-8
El Salmo 46 comienza con la voz de la comunidad creyente, que expresa una confianza absoluta en Dios como soberano del cosmos, capaz de someter incluso las fuerzas primordiales del caos. Esta afirmación se sitúa en continuidad con la tradición bíblica de la creación y el dominio de Dios sobre las aguas, símbolo del desorden. El estribillo, repetido por la asamblea, refuerza esta certeza: Dios está presente y es refugio constante. A continuación, toma la palabra una figura litúrgica, posiblemente un sacerdote, quien proclama la vitalidad de Jerusalén gracias a la presencia divina en el Templo. Esta presencia transforma las aguas destructoras en un río de vida, imagen de bendición y fertilidad. El auxilio de Dios llega al amanecer, cuando el peligro es más agudo, mostrando su vigilancia constante. El estribillo —con su estructura de paralelismo cruzado— otorga fuerza poética y teológica al mensaje: el Dios trascendente, “Señor de los ejércitos”, es el mismo que acompaña a Israel en su historia concreta.

#### A los versículos 9-11
En los versículos finales del Salmo 46, la voz sacerdotal se eleva como oráculo divino, presentando un mensaje que parece provenir directamente de Dios. Esta intervención invita a la contemplación y al reconocimiento de su soberanía: “Estad quietos y sabed que yo soy Dios” (v. 11). Se trata de una exhortación a cesar la agitación humana y a reconocer la trascendencia del Dios que habita en el Templo, cuyo dominio abarca toda la tierra. La guerra cesa porque Dios impone su paz, no por medios humanos, sino por la manifestación de su poder.
En la teología cristiana, esta presencia divina se traslada a la Iglesia, identificada por san Agustín como la “ciudad de Dios”. En ella, Dios no solo protege desde fuera, sino que actúa desde dentro, mediante el Espíritu Santo. De esta presencia brotan los bienes espirituales que sostienen al creyente: paz, fortaleza, comunión, esperanza. La seguridad de la Iglesia no radica en el poder externo, sino en la certeza de que Dios mora en ella, garantizando su fecundidad y permanencia, incluso en medio de las crisis del mundo.

El Espíritu Santo continúa asistiendo a la Iglesia de Cristo, para que sea —siempre y en todo— signo levantado ante las naciones, que anuncia a la humanidad la benevolencia y el amor de Dios. (…) La presencia y la acción del Espíritu Santo en la Iglesia son la prenda y la anticipación de la felicidad eterna, de esa alegría y de esa paz que Dios nos depara.

## Configuración de música
Martín Lutero escribió y compuso un himno que parafrasea el Salmo 46, titulado " Ein feste Burg ist unser Gott ", que fue traducido como "Castillo fuerte es nuestro Dios". El himno de Martín Lutero fue llamado " La Marsellesa de la Reforma " por Heinrich Heine en su ensayo Zur Geschichte der Religion und Philosophie in Deutschland (en español: Acerca de la historia de la religión y la filosofía en Alemania).  Inspiró muchas obras musicales, tanto religiosas como seculares. Johann Sebastian Bach basó una de sus cantatas corales,Ein feste Burg ist unser Gott, BWV 80 , en el himno de Martín Lutero.

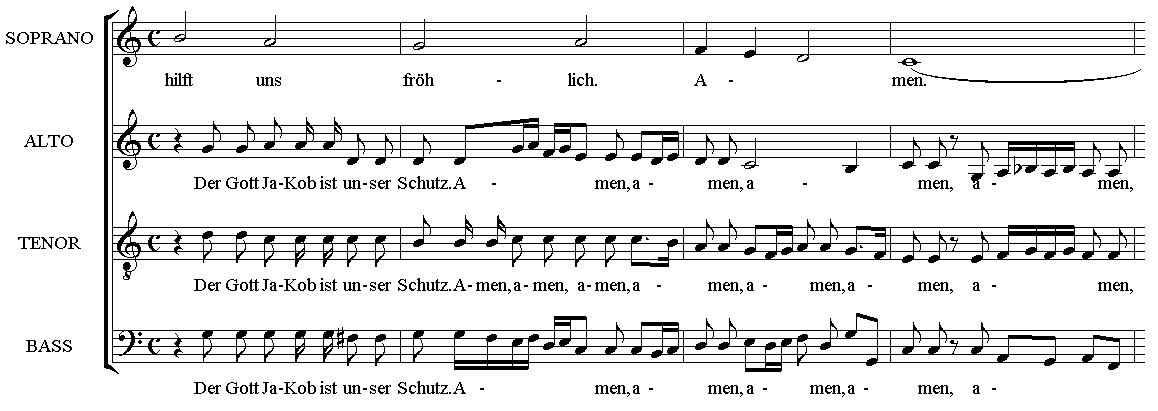
Partitura del motete de Johann Pachelbel

En el siglo XVII, Johann Pachelbel compuso un motete del Salmo 46, Gott ist unser Zuversicht und Stärke (en español: Dios es nuestra confianza y fuerza). En 1699, Michel-Richard Delalande basó un gran motete en el salmo, titulado Laudate Dominum in sanctis ejus, S.46. Marc-Antoine Charpentier estableció a principios de la década de 1690 un " refugio God noster " H.218, para solistas, coro, 2 instrumentos agudos y continuo.  Jean Philippe Rameau definió el salmo motete Deus noster refugium.
En 1961, la canción tradicional del cantante de soul Ben E. King " Stand by Me " hizo una referencia al Salmo 46 en la tercera línea del segundo verso.  En la escena contemporánea, podemos ver referencias al salmo en la canción "Psalm 46 (Lord of Hosts)" del dúo estadounidense Shane & Shane en el álbum Psalms II lanzado en 2016.  También aparece en canciones de artistas de la música gospel brasileña como Nani Azevedo , en su disco A Última Palavra , y João Alexandre Silveira , en su disco Família.

## Posible participación de Shakespeare
Durante varias décadas, algunos teóricos han sugerido que William Shakespeare puso su marca en el texto traducido del Salmo 46 que aparece en la Biblia del Rey Jacobo, aunque muchos estudiosos consideran que esto es poco probable y afirman que las traducciones probablemente fueron aprobadas por un comité de estudiosos.
Por otro lado,William Shakespeare estuvo al servicio del rey Jacobo I de Inglaterra y VI de Escocia durante la preparación de la Biblia del rey Jacobo y generalmente se consideraba que tenía cuarenta y seis años en 1611 cuando se completó la traducción. Hay algunos ejemplares existentes de la firma real de, William Shakespeare y, como era habitual en ese momento, la ortografía era algo laxa en esos días anteriores al estándar, donde en al menos una ocasión firmó 'Shakspeare', que se divide en cuatro y seis letras, de ahí '46'. La palabra 46 al principio del Salmo 46 es "agitar" y la palabra 46 al final (omitiendo la marca litúrgica " Selah ") es "lanza" ("speare" en la ortografía original).